# Huayna Picchu
Il Huayna Picchu o Wayna Pikchu (quechua) è il monte che sovrasta Machu Picchu. Il suo nome significa Giovane Vetta.

## Descrizione
Picco molto ripido, poco distante dalla spianata del sito archeologico, ha un sentiero, che pur se stretto e molto ripido permette di raggiungere la vetta - anch'essa ricca di architetture Inca - in circa quaranta minuti senza grandi difficoltà.
Dalla sua cima si può osservare l'antica città inca. Sempre dalla cima un sentiero, percorribile in circa un'ora, porta ai resti di un tempio cerimoniale Inca, il tempio della Luna.

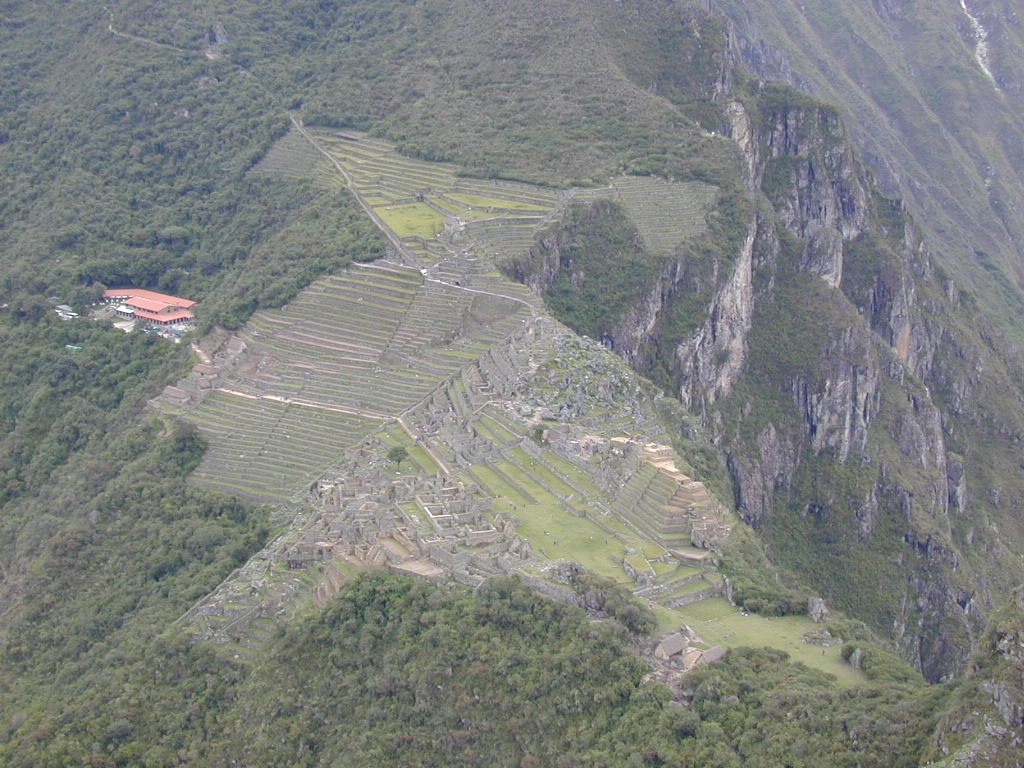
Panorama dalla cima